# Thomas de Gendt
Thomas de Gendt (Sint-Niklaas, Flandes Oriental, 6 de noviembre de 1986) es un ciclista belga que fue profesional entre 2009 y 2024.

## Biografía
De Gendt debutó como profesional con el equipo Topsport Vlaanderen-Mercator en 2009. Firmó una excelente actuación en la Flecha Brabanzona de 2010, donde finalizó en segunda posición, solamente superado por Sébastien Rosseler.
Su mejor actuación como profesional fue en la primera etapa de la París-Niza 2011, con llegada en Houdan. Consiguió su victoria al culminar una escapada junto con Jens Voigt y Jérémy Roy. La escapada fue neutralizada sobre la misma línea de meta, circunstancia que provocó que se intercalaran sprinters de la talla de Heinrich Haussler o Peter Sagan entre los dos primeros (De Gendt y Roy) y el quinto (Voigt).
En 2012 logró su primera victoria en una de las tres grandes, al vencer en solitario en la 20.ª etapa del Giro de Italia, con final en el mítico Paso Stelvio, tras un ataque en el Mortirolo a 65 km de meta. Con ello también consiguió colocarse cuarto de la general. Al día siguiente, en la contrarreloj final de Milán, ganó un puesto y terminó tercero, en el podio de la corsa rosa, en detrimento de Michele Scarponi. Es el primer belga en estar en el podio de una gran vuelta desde Johan Bruyneel en la Vuelta a España 1995, y en el podio del Giro de Italia desde Johan De Muynck en 1978.
En 2016 consiguió otra enorme victoria de etapa en el Tour de Francia al vencer en la histórica cima del Mont Ventoux por delante de sus compañeros de escapada. Al año siguiente, consiguió su triplete de victorias en las tres grandes al ganar la 19.ª etapa de la Vuelta a España con final en Gijón, merced a una nueva fuga. Así mismo, al año siguiente, consiguió el maillot de la montaña en la ronda española.
En noviembre de 2023 anunció que 2024 iba a ser el último año de su carrera como ciclista profesional.

## Palmarés
| 2008 - Triptyque des Monts et Châteaux, más 1 etapa - 1 etapa de la Vuelta a Navarra - GP Waregem 2009 - Trofeo Internacional Jong Maar Moedig - 1 etapa del Tour de Valonia 2011 - 1 etapa de la París-Niza - 1 etapa del Circuito de Lorena - 1 etapa de la Vuelta a Suiza 2012 - 1 etapa de la París-Niza - 3.º en el Giro de Italia, más 1 etapa 2013 - 1 etapa de la Volta a Cataluña 2016 - 1 etapa de la Volta a Cataluña - 1 etapa del Tour de Francia | 2017 - 1 etapa del Critérium del Dauphiné - 1 etapa de la Vuelta a España 2018 - 1 etapa de la Volta a Cataluña - 1 etapa del Tour de Romandía - 2.º en el Campeonato de Bélgica Contrarreloj - Clasificación de la montaña de la Vuelta a España 2019 - 1 etapa de la Volta a Cataluña - 1 etapa del Tour de Francia 2020 - Premio de la combatividad del Giro de Italia 2021 - 1 etapa de la Volta a Cataluña 2022 - 1 etapa del Giro de Italia |

## Resultados en Grandes Vueltas y Campeonato del Mundo
Durante su carrera deportiva ha conseguido los siguientes puestos en las Grandes Vueltas y en los Campeonatos del Mundo en carretera:
| Carrera              | Carrera              | 2009 | 2010 | 2011 | 2012 | 2013 | 2014 | 2015 | 2016 | 2017 | 2018 | 2019 | 2020 | 2021 | 2022 | 2023 | 2024 |
| -------------------- | -------------------- | ---- | ---- | ---- | ---- | ---- | ---- | ---- | ---- | ---- | ---- | ---- | ---- | ---- | ---- | ---- | ---- |
|                      | Giro de Italia       | —    | —    | —    | 3.º  | —    | 65.º | —    | —    | —    | —    | 51.º | 41.º | Ab.  | 74.º | —    | —    |
|                      | Tour de Francia      | —    | —    | 63.º | —    | 96.º | —    | 67.º | 40.º | 51.º | 65.º | 60.º | 52.º | 82.º | —    | —    | —    |
|                      | Vuelta a España      | —    | —    | —    | 62.º | Exp. | —    | Ab.  | 65.º | 57.º | 67.º | 56.º | —    | —    | 80.º | 99.º | 88.º |
| Mundial Contrarreloj | Mundial Contrarreloj | —    | —    | 50.º | 20.º | 49.º | —    | —    | —    | —    | —    | —    | —    | —    | —    | —    | —    |

—: no participa
Ab.: abandono
Ex.: Expulsado por la organización

## Equipos
- Topsport Vlaanderen-Mercator (2009-2010)
- Vacansoleil-DCM (2011-2013)
- Omega Pharma-Quick Step (2014)
- Lotto (2015-2024)
  - Lotto Soudal (2015-2022)
  - Lotto Dstny (2023-2024)